# Gloria Delgado-Pritchett
Gloria Maria Ramírez-Delgado-Pritchett (Barranquilla, 10 mei 1971) is een personage uit de sitcom Modern Family dat vertolkt wordt door Sofía Vergara.

## Biografie
Gloria is de tweede vrouw van Jay en de moeder van Manny en Joe. Ze is een erg liefdevolle echtgenote en moeder. Oorspronkelijk accepteerde de familie, en vooral haar stiefdochter Claire, haar niet door het grote leeftijdsverschil tussen haar en Jay. Een belangrijke running gag van haar personage is het feit dat ze een heleboel simpele Engelse woorden fout uitspreekt.
Gloria steunt Manny wanneer Jay hem zegt minder gevoelig te zijn of zijn culturele achtergrond te verbergen. Desondanks hanteert ze geregeld speciale opvoedingstechnieken. Een voorbeeld hiervan is dat Manny het eerste jaar van zijn leven als meisje aangekleed werd omdat ze liever een meisje had gewild.
Gloria is een zeer slechte chauffeur, tot grote ergernis van Jay. Ze is totaal niet oncomfortabel met de dood, mede doordat zowat al haar familieleden wel iemand hebben vermoord of zelf zijn vermoord. Ze is dan ook een fantastische schutter. Ze kan zeer goed tegen heet eten, en is de meest religieuze persoon van de familie. Ze steekt veel tijd in Lily, die ze beschouwt als haar dochter. Mocht Cameron en Mitchell iets overkomen worden Gloria en Jay haar nieuwe ouders.
Gloria heeft een vaag, en ietwat duister verleden. Hoe ze rondkwam is vrij onduidelijk, ze is vroeger namelijk enkel kapster en taxichauffeur geweest, niet bepaald de best betaalde jobs. Claire denkt dat Gloria enkel met Jay getrouwd is voor het geld, maar zij blijft dit ontkennen en zegt dat dit enkel een positief pluspunt is. Doorheen de serie geraakt Gloria zwanger van Jay. Zo zullen ze dus een zoon krijgen, Joe. Ze komt uit een buurt van prostitutie. Na enige tijd wordt Gloria officieel een Amerikaans burger.

## Basis van personage
Het Latijns-Amerikaans personage van Gloria is gebaseerd op Angela uit de film Night on Earth van Jim Jarmusch uit 1991. Deze rol werd gespeeld door Rosie Perez.
Bedenkers: Steven Levitan · Christopher Lloyd 

Hoofdpersonages: Jay Pritchett (Ed O'Neill) · Gloria Delgado-Pritchett (Sofía Vergara) · Claire Dunphy (Julie Bowen) · Phil Dunphy (Ty Burrell) · Mitchell Pritchett (Jesse Tyler Ferguson) · Cameron Tucker (Eric Stonestreet) · Luke Dunphy (Nolan Gould) · Haley Dunphy (Sarah Hyland) · Manny Delgado (Rico Rodriguez II) · Alex Dunphy (Ariel Winter) · Lily Tucker-Pritchett (Aubrey Anderson-Emmons) · Joe Pritchett (Jeremy Maguire)

Voornaamste nevenpersonages: Dylan Marshall (Reid Ewing) · Andy Bailey (Adam DeVine) · Pameron Tucker (Dana Powell)  · Ben (Joe Mande) · Frank Dunphy (Fred Willard) · Pepper Saltzman (Nathan Lane) · Ronaldo (Christian Barillas) · Stella (Brigitte the Dog) · Larry (Frosty the Cat)